# Ремиро, Алекс
Алехандро "Алекс" Ремиро Гаргальо (исп. Alejandro "Álex" Remiro Gargallo; 24 марта 1995, Касканте, Испания) — испанский футболист, вратарь клуба «Реал Сосьедад» и сборной Испании. Чемпион Европы 2024 года.

## Клубная карьера

### «Атлетик Бильбао»
Ремиро родился в городе Касканте и присоединился к академии «Атлетика Бильбао» в 2009 году, в возрасте 14 лет.
26 мая 2014 года Алекс был переведён во вторую команду клуба, которая выступала в третьем дивизионе Испании.
24 августа 2015 года Ремиро дебютировал на профессиональном уровне в составе «Бильбао Атлетик» в матче Сегунды против «Жироны».

### «Реал Сосьедад»
10 июня 2019 года Ремиро подписал контракт с клубом «Реал Сосьедад». 27 сентября 2019 года он дебютировал за новый клуб в матче чемпионата Испании против «Алавеса».

## Карьера в сборной
15 марта 2024 года Алекс впервые был вызван в основную сборную Испании на предстоящие товарищеские матчи. 22 марта 2024 года Ремиро дебютировал за сборную Испании в товарищеском матче против сборной Колумбии.

## Достижения
«Леванте»
- Чемпион Сегунды: 2016/17

«Реал Сосьедад»
- Обладатель Кубка Испании: 2019/20

Сборная Испании
- Чемпион Европы: 2024